# گمینا شرپتس
گمینا شرپتس (به لهستانی:  Gmina Sierpc) یک گمینا در لهستان است که در شهرستان شرپتس واقع شده‌است. گمینا شرپتس ۱۵۰٫۲۳ کیلومتر مربع مساحت و ۷٬۱۴۱ نفر جمعیت دارد.